# Mircea Cărtărescu
Mircea Cărtărescu (n. 1 iunie 1956, București, România) este un poet, prozator, eseist, critic literar și jurnalist român. Este unul dintre cei mai premiați și traduși scriitori români ai perioadei postcomuniste, publicând peste 30 de volume, traduse în 23 de limbi.  Numele său a fost frecvent menționat pentru nominalizare la Premiul Nobel pentru literatură, fiind propus oficial, de două ori, de către Uniunea Scriitorilor din România. Este membru al Uniunii Scriitorilor și al PEN România și profesor la Universitatea din București.

## Biografie

### Copilăria și studiile
Mircea Cărtărescu s-a născut pe data de 1 iunie 1956, în București. Despre copilăria sa, el va afirma că ea „reprezintă principala sa experiență existențială și singura pe care a trăit-o atent”. În copilărie, a fost influențat de SF-uri, scriind la rândul lui povestiri științifico-fantastice dar și poezii. Face parte din grupul poeților optzeciști care au frecventat Cenaclul de Luni condus de criticul literar Nicolae Manolescu, dar în timpul studenției a participat și la ședințele cenaclului „Junimea”, conduse de Ovid S. Crohmălniceanu. Absolvent al Liceului „Dimitrie Cantemir” din București, el va urma cursurile Facultății de Limbă și Literatură Română. În 1980 prezintă teza de licență despre imaginarul poetic eminescian din poezia postumă, care s-a transformat în volumul „Visul chimeric”, reeditat în anul 2011. În anul 1999 obține doctoratul în literatură română cu  teza despre Postmodernismul românesc, coordonată de profesorul Paul Cornea, publicată în același an la editura Humanitas, de asemenea reeditată.

### Debutul literar
Mircea Cărtărescu a debutat cu poezii la Cenaclul de Luni și în România Literară în anul 1978, coordonat de profesorul Nicolae Manolescu, și în volum în antologia Aer cu diamante, dar a citit și proză la Cenaclul de proză "Junimea" condus de Ovid S. Crohmălniceanu. De altfel a publicat o proză în antologia Desant'83. A debutat în volumul individual Faruri, vitrine, fotografii la editura Cartea Românească în anul 1980. A continuat să scrie versuri, a publicat mai multe volume, intre care se remarcă, spre exemplu,Totul.

### Activitatea literară
Un proiect unic în felul său este Levantul, o epopee eroicomică, dar și un periplu prin istoria literaturii române. Procedeul a fost utilizat și de scriitorul irlandez James Joyce în capitolul intitulat Boii soarelui din romanul Ulise. Scriitorul reciclează toate stilurile poetice, de la Dosoftei la Nichita Stănescu. Însă nu toți scriitorii și criticii contemporani apreciază felul în care a fost scris Levantul. El a fost apreciat printre alții de N.Manolescu sau Ovid.S. Crohmălniceanu, Criticul Virgil Diaconu, în revista Actualitatea literară, consideră că: „Volumul Levantul se naște prin imitarea poeziei poeților predecesori, români sau străini, pe care Mircea Cărtărescu i-a citit cu intenția expresă de a extrage din ei propria poezie”. 
Mircea Cărtărescu este considerat un teoretician important al postmodernismului românesc și un autor contemporan de succes, apreciat atât în țară cât și în străinătate. Într-un interviu realizat de Marius Chivu, scriitorul Gheorghe Crăciun consideră că: „la Mircea Cărtărescu noutatea de viziune e evidentă. Corpul e reprezentat de el ca o mașină vie, mecanică, producătoare de halucinații, fantasme și care se instituie de multe ori ca o prezență tutelară a oricărui tip de viziune despre obiecte, lucruri, acte imaginare...”
Este un prozator și romancier care practică speciile literaturii fantastice (fantasy) în volumul Visul (reluat într-o formă ușor diferită sub titlul Nostalgia). Ultimul său mare proiect editorial, trilogia romanescă Orbitor, are forma unui fluture, și conține trei volume, Aripa stângă, Corpul și Aripa dreaptă, ultimul fiind editat în luna iulie 2007. Cartea a fost scrisă sub influența lecturii romanelor lui Thomas Pynchon, influență recunoscută deschis de autor în interviurile sale. Operele sale au fost traduse în limbile engleză, italiană, franceză, spaniolă, poloneză, suedeză, bulgară, maghiară etc. Următorul său roman publicat Solenoid a fost de asemenea tradus în mai multe limbi și s-a bucurat de un real succes de public. A publicat până în aceste moment patru volume din jurnalul său intim, care se adresează mai mult cititorilor din România, acest jurnal fiind început de autor din adolescență.  
Între anii 1980 și 1989 a fost profesor de limba română la o școală generală, apoi funcționar la Uniunea Scriitorilor, iar apoi redactor la revista Caiete Critice. Din anul 1991 este lector la catedra de Istoria literaturii române a Facultății de Litere a Universității din București. Din anul 2004 este conferențiar la aceeași catedră.

### Prezent

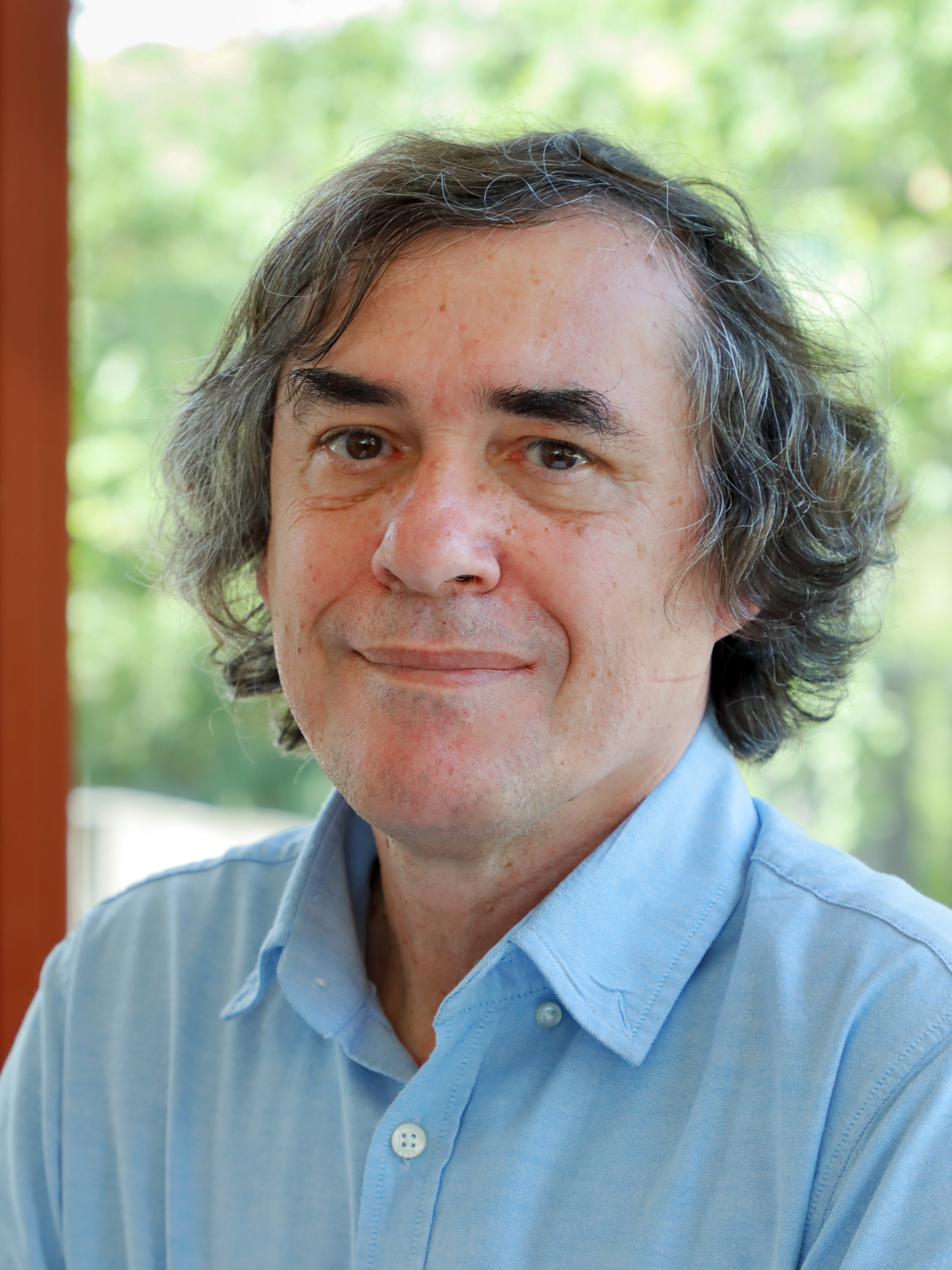
Mircea Cărtărescu (2024)

Actualmente, Mircea Cărtărescu este profesor universitar la Departamentul de Studii Literare a Facultății de Litere a Universității din București. Mircea Cărtărescu este căsătorit cu poeta Ioana Nicolaie și are cu soția sa un fiu, Gabriel. Unele din  cărțile sale de povestiri publicate, De ce iubim femeile și Frumoasele străine i-au adus un succes de box-office, figurând pe lista de cărți bestseller ale editurii care îi publică toate cărțile și cu care a semnat un contract de exclusivitate.

## Opera

### Poezii
- Faruri, vitrine, fotografii..., Cartea Românească, București, 1980 - Premiul Uniunii Scriitorilor pe 1980
- Poeme de amor, Cartea Românească, București, 1983
- Totul, Cartea Românească, București, 1985
- Levantul-  poem epic, Cartea Românească, București, 1990 - Premiul Uniunii Scriitorilor pe 1990[31]
- Dragostea. Poeme (1984-1987), Editura Humanitas, București, 1994
- Dublu CD, Editura Humanitas, București, 1998
- 50 de sonete de Mircea Cartarescu cu cincizeci de desene de Tudor Jebeleanu, Editura Brumar, Timișoara, 2003
- Dublu album, poeme, Editura Humanitas, București, 2009
- O seară la Operă, poeme, Știința, Chișinău, 2009
- Nimic. Poeme (1988-1992), Editura Humanitas, București, 2010[32]
- Nu striga niciodată ajutor, Editura Humanitas, București, 2020

### Proză
Unele dintre cele mai importante lucrări de proză ale lui Mircea Cărtărescu includ Visul, (Cartea Românească, București, 1989 - Premiul Academiei române pe 1989), Nostalgia (ediție integrală a cărții Visul, Editura Humanitas, București, 1993) și trilogia Orbitor:
- Orbitor. Aripa stângă, Editura Humanitas, București, 1996
- Orbitor. Corpul, Editura Humanitas, București, 2002
- Orbitor. Aripa dreaptă, Editura Humanitas, București, 2007

Alte lucrări:
- Travesti, Editura Humanitas, București, 1994, Premiul Uniunii Scriitorilor și Premiul ASPRO pe 1994; a devenit roman grafic în limba franceză; Travesti (benzi desenate) - 2011
- Enciclopedia zmeilor, Editura Humanitas, București, 2005
- Gemenii, Editura Humanitas, București, 2006 (nuvelă din Nostalgia)
- REM, Editura Humanitas, București, 2006 (nuvelă din Nostalgia)
- Mendebilul, Editura Humanitas, București, 2006 (nuvelă din Nostalgia)
- Frumoasele străine, Editura Humanitas, București, 2010
- Fata de la marginea vieții - povestiri alese, Editura Humanitas, București, 2014
- Solenoid, Editura Humanitas, București, 2015, 2023
- Melancolia, Editura Humanitas, București, 2019
- Theodoros, Editura Humanitas, București, 2022

### Eseu și publicistică
- Visul chimeric, Editura Litera, București, 1992; Editura Humanitas, București, 2011;
- Postmodernismul românesc, Editura Humanitas, București, 1999
- Pururi tânăr, înfășurat în pixeli, Editura Humanitas, București, 2002
- De ce iubim femeile, Editura Humanitas, București, 2004
- Baroane!, Editura Humanitas, București, 2005
- Ochiul căprui al dragostei noastre, Editura Humanitas, București, 2012
- Peisaj după isterie, Editura Humanitas, București, 2017

### Jurnal
- Jurnal I, 1990-1996, Editura Humanitas, București, 2001
- Jurnal II, 1997-2003, Editura Humanitas, București, 2005
- Zen. Jurnal 2004-2010, Editura Humanitas, București, 2011
- Un om care scrie. Jurnal 2011-2017, Editura Humanitas, București, 2018
- Șapte ani stranii. Jurnal 2018-2024, Editura Humanitas, București, 2025

### Traduceri în alte limbi
- Le Rêve, Climats, Paris, 1992
- El Sueño, Seix Barral, Barcelona, 1992
- Travesti, Meulenhoff, Amsterdam, 1994
- Poetry at Annaghmakerrig,  Dedalus, Dublin, 1994
- Lulu, Austral, Paris, 1995
- Sóvárgás, Jelenkor, Pécs, 1997
- Nostalgia, Volk und Welt, Berlin, 1998
- Travesti, Bok Vennen, Oslo, 1998.
- Orbitor, Denoël, Paris, 1999.
- Be-bop Baby, Poetry New York, New York, 1999
- Travesti, Voland, Rome, 2000
- Vakvilág,  Jelenkor, Pécs, 2000
- Selbstportrait in einer Streichholzflamme, DAAD Collections, Berlin, 2001
- Nostalgien, Bok Vennen, Oslo, 2001.
- Nostalgia, Albert Bonniers, Stockholm, 2002
- Orbitor, Folio Gallimard, Paris, 2002
- Nostalgia, Voland, Rome, 2003
- Quando hai bisogno d’amore, Pagine, Rome, 2003
- Orbitor, Paradox, Sofia, 2004
- Orbitor, Albert Bonniers, Stockholm, 2004
- Lulu, Gondolat, Budapesta, 2004
- Nostalgia, Studentska, Slovenia, 2005
- Orbitor II, Paradox, Sofia, 2005
- Nostalgia, New Directions, New York, 2005
- L’Oeil en feu, Denoël, Paris, 2005
- Orbitor II, Albert Bonniers, Stockholm, 2006
- Por que nos gustan las mujeres, Funambulista, Madrid, 2006
- Zashto obiciate jenite, Faber, Sofia, 2006
- Orbitor, Voland, Rome, 2007
- Porque gostamos das mulheres, Guerra y Paz, Lisabona, 2007
- Travesti, Czarne, Warsaw, 2007
- Orbitor, Nimrod, Tel Aviv, 2007
- Miert szeretjuk a noket?, Jelenkor, Pécs, 2007
- Why We Love Women, Nimrod, Tel Aviv, 2007
- Die Wissenden, Zsolnay, Viena, 2007
- Europa hat die Form meines Gehirns, Merz-Solitude, Stuttgart, 2007
- Dlaczego kochamy kobiety, Czarne, Wolowiec, 2008
- Warum Wir die Frauen lieben, Suhrkamp, Frankfurt, 2008
- Pourquoi nous aimons les femmes, Denoel, Paris, 2008
- Travesti, bandes dessinees, L‘Association, Paris, 2008
- En lycklig dag i mitt liv, Ellerstroms, Lund, 2008
- Orbitor, Bokvennen, Oslo, 2008
- Europa er formet som hjernen min, Gasspedal, Bergen, 2008
- Orbitor III, Albert Bonniers, Stockholm, 2009
- Nostalgia, Suhrkamp, Frankfurt, 2009
- Orbitor II, Bokvennen, Oslo, 2010
- De Wetenden, De bezige bij, Amsterdam, 2010
- Travestie, Suhrkamp, Berlin, 2010
- Nostalgi, C&K Forlag, Copenhaga, 2011
- Cegador, Funambulista, Madrid, 2011
- El ruletista, Impedimenta, Madrid, 2011.
- Sarkanyok Enciclopediaja, Bookart, Csikszereda, 2011
- Lulu, Impedimenta, Madrid, 2011
- De ce iubim femeile, Ad Marginem, Moscova, 2011
- Der Körper, Zsolnay, Viena, 2011
- Orbitor III, Bokvennen, Oslo, 2011
- Nostalgia, Studentska, Liubliana, 2011
- Why We Love Women, Univ. of Plymouth Press, Plymouth, 2011
- De ce iubim femeile, Allotropo, Athens, 2012
- Erruletazalea, Denonartean, Berriozar, 2012
- Zakaj ljubimo zenske, Beletrina, Liubliana, 2012
- Poems, Cankarjeva zalozba, Ljublijana, 2012
- Nostalgia, Impedimenta, Madrid, 2013
- Travesti, Ayrinti, Istanbul, 2013
- Travesti, Albert Bonniers, Stockholm, 2013
- Nostalgia, Croatia, Zagreb, 2013
- Orbitor I, Ikona, Skopje, 2014
- De ce iubim femeile, Adresa, Novi Sad, 2014
- Orbitor III, Paul Zsolnay, Viena, 2014
- Orbitor, DTV, München, 2014
- Orbitor II, DTV, München, 2014
- Orbitor, Ayrinti, Istanbul, 2014
- Le Levant, POL, Paris, 2014
- El Levante, Impedimenta, Madrid, 2015
- Why We Love Women, Shoraisha, Kyoto, 2015
- Abbaccinante, 2nd volume, Voland, Roma, 2015
- Il poema dell’aquaio, Nottetempo, Roma, 2015
- Het onmetelijke mausoleum, De bezige bij, Amsterdam, 2015
- Levanten - Österlandet, Albert Bonniers, Stockholm, 2015
- The Beautiful Strangers, Paul Zsolnay Verlag, Viena, 2016
- Orbitor III, DTV, München, 2016
- El ojo castano de nuestro amor, Impedimenta, Madrid, 2016
- Abbaccinante 3rd volume, Voland, Roma, 2016
- Orbitor II, Ayrinti, Istanbul, 2016
- Nostalgia, Pro Libris, Bratislava, 2016
- Travesti (second edition), Voland, Roma, 2016
- De ce iubim femeile, Mundareu, Palma de Mallorca, 2016
- Nostalgia,  Ksiazkowe Klimaty, Wroclaw, Polonia, 2016
- Correspondencias (with Luisa Etxenike), Erein, San Sebastian, 2016
- La Nostalgie, P.O.L., Paris, 2017
- Tout, Editions hochroth Paris, 2017
- Solenoide, Impedimenta, Madrid, 2017
- Solenoide, Periscopi, Barcelona, 2017
- Res, Lleonard Muntaner, Palma de Majorca, 2018
- Cegador, vol. 1, Impedimenta, Madrid, 2018
- Nostalgia, Mundareu, Sao Paolo, 2018
- Orbitor, vol. 1, Periscopi, Barcelona, 2018
- Nostalgija, Kontrast, Belgrad, 2018
- Tout, Caracteres, Paris, 2019
- Solenoid, Albert Bonniers, Stockholm, 2019
- Solenoide, Noir sur Blanc, Paris, 2019
- Solenoid, Paul Zsolnay, Viena, 2019
- Travesti, Capa Comum, Sao Paulo, 2019
- Orbitor, vol. 3, L’Harmattan, Budapesta, 2019
- Frumoasele străine, Serbia, 2020
- Cegador, vol. 2, Impedimenta, Madrid, 2020
- Solenoid, BRAK, Bratislava, 2020
- Orbitor, vol. III, Budapesta, 2020
- A Spider’s History of Love, New York, 2020
- Orbitor, vol. III, Ayrinti, Istanbul, 2020
- Orbitor, vol. II, Periscopi, Barcelona, 2020
- Melancolia, Noir sur Blanc, Lausanne, 2021
- Travesti, graphic novel, Impedimenta, Madrid, 2021
- Orbitor vol. I, Kontrast, Belgrad, 2021
- Solenoide, poche, Points, Paris, 2021.

#### Audiobooks
- Mircea Mihăieș, Viața, patimile și cântecele lui Leonard Cohen, cu 32 de poeme traduse de Mircea Cărtărescu, Editura Polirom, 2005.

### Colaborări, volume colective
- Aer cu diamante (volum colectiv), Editura Litera, București, 1982 (cu prefață de Nicolae Manolescu și ilustrații de Tudor Jebeleanu)
- Antologia poeților tineri, Cartea Românească, București]], 1982 (antologie alcătuită de George Alboiu)
- Antologia poeziei generației `80 (volum colectiv), Editura Vlasie, Pitești, 1993 (antologie îngrijită de Alexandru Mușina)
- Antologia poeziei românești culte, Editura Teora, București, 1998 (antologie coordonată de Florin Șindrilaru)
- Desant '83 (volum colectiv), Cartea Românească, București, 1983
- Competiția continuă. Generația `80 în texte teoretice, Editura Vlasie, Pitești, 1994 (antologie îngrijită de Gheorghe Crăciun)
- Generația `80 în proza scurtă, Editura Paralela 45, Pitești, 1998 (antologie îngrijită de Gheorghe Crăciun și Viorel Marineasa)
- Experimentul literar românesc postbelic, Editura Paralela 45, Pitești, 1998 (cu secțiune antologică)
- Antologia poeziei române de la origini până azi, Editura Paralela 45, Pitești, 1999 (antologie alcătuită de Dumitru Chioaru și Ioan Radu Văcărescu)
- 40238 Tescani, Editura Image, București, 2000 (volum experimental realizat împreună cu Ioana Nicolaie, Marius Ianuș, Florin Iaru, Ioana Godeanu, Doina Ioanid și alții)
- Primii mei blugi, coord. de Corina Bernic, Ed. Art, 2009;
- Pot să vă mai enervez cu ceva? Interviuri între vehemență și emoție, coord. de Ovidiu Șimonca - Nicolae Manolescu, Matei Călinescu, Mihai Șora, Matei Vișniec, Antoaneta Ralian, Andrei Pleșu, Andrei Șerban, Livius Ciocârlie, Paul Cornea, Alexandru Paleologu, Gabriela Adameșteanu, Gheorghe Crăciun, Dumitru Țepeneag, Nora Iuga, Gabriel Liiceanu, Gabriela Melinescu, Ștefan Agopian, Mircea Cărtărescu, Neagu Djuvara, Gelu Ionescu, Petru Cimpoeșu, Bujor Nedelcovici, Mircea Horia Simionescu, Victor Rebengiuc, Marcel Iureș;  Ed. Cartier, 2009;
- Care-i faza cu cititul?, coord. de Liviu Papadima - Florin Bican, Paul Cernat, Ioan Groșan, Dan Lungu, Robert Șerban, Rodica Zane, Cezar Paul Bădescu, Laura Grunberg, Călin-Andrei Mihăilescu, Dan Sociu, Cristian Teodorescu, Călin Torsan, Ioana Bot, Mircea Cărtărescu, Fanny Chartres, Vasile Ernu, Bogdan Ghiu, Simona Popescu, Vlad Zografi, George Ardeleanu, Neagu Djuvara, Caius Dobrescu, Ioana Nicolaie, Ioana Pârvulescu, Doina Ruști; Ed. Art, 2010;
- Cărțile care ne-au făcut oameni, coord. de Dan C. Mihăilescu - Ana Blandiana, Lucian Boia, Mircea Cărtărescu, Ștefan Câlția, Livius Ciocârlie, Andrei Cornea, Neagu Djuvara, Gabriel Liiceanu, Nicolae Manolescu, Mihai Măniuțiu, Horia-Roman Patapievici, Ioana Pârvulescu, Irina Petrescu, Andrei Pleșu, Victor Rebengiuc, Alex Ștefănescu, Valeriu Stoica, Ion Vianu; Ed. Humanitas, 2010;
- Intelectuali la cratiță. Amintiri culinare și 50 de rețete - Gabriel Liiceanu, Adriana Babeți, Adriana Bittel, Ana Blandiana, Emil Brumaru, Mircea Cărtărescu, Marius Chivu, Livius Ciocârlie, Neagu Djuvara, Dan C. Mihăilescu, Ioana Nicolaie, Radu Paraschivescu, Ioana Pârvulescu, Oana Pellea, Monica Pillat, Andrei Pleșu, Tania Radu, Antoaneta Ralian, Grete Tartler, Vlad Zografi; Ed. Humanitas, 2012;
- Cartea simțurilor, coord. de Dan C. Mihăilescu; Gabriel Liiceanu, Mihai Măniuțiu, Dan C. Mihăilescu, Angelo Mitchievici, Horia-Roman Patapievici, Tania Radu, Antoaneta Ralian, Cătălin Ștefănescu, Ana Barton, Adriana Bittel, Ana Blandiana, Mircea Cărtărescu, Ioana Nicolaie, Radu Paraschivescu, Ioana Pârvulescu, Constantin Coman, Horea Paștină, Monica Pillat, Andrei Pleșu, Mihai Sârbulescu, Victor Ieronim Stoichiță; Ed. Humanitas, 2015;
- Și eu am trăit în comunism, coord. de Ioana Pârvulescu; Gabriel Liiceanu, Andrei Pleșu, Mircea Cărtărescu, Radu Paraschivescu, Ioana Pârvulescu, Lidia Bodea, Rodica Zafiu; Ed. Humanitas, 2015;
- Bucureștiul meu - Andrei Pleșu, Dan C. Mihăilescu, Ioana Pârvulescu, Tatiana Niculescu, Radu Paraschivescu, Gabriela Tabacu, Horia-Roman Patapievici, Anamaria Smigelschi, Andreea Răsuceanu, Dan Petrescu, Monica Pillat, Andrei Crăciun, Ioana Nicolaie, Adriana Bittel, Corina Ciocârlie, Marius Constantinescu, Mircea Cărtărescu, Neagu Djuvara; Ed. Humanitas, 2016;

### Antologii
- Dublu CD. Antologie de poezie, Editura Humanitas, București, 1998
- Plurivers, Editura Humanitas, București, 2003 (antologie în două volume cu postfață de Paul Cernat)
- Poeme în garanție, Editura Casa Radio, București, 2005 (antologie cu ilustrații de Tudor Jebeleanu)
- Dublu album, Editura Humanitas, București, 2009
- Poezia, Editura Humanitas, București, 2015
- Mica trilogie (De ce iubim femeile, Frumoasele străine și Enciclopedia zmeilor), Editura Humanitas, București, 2011

### Opere traduse
În anul 2003 au fost traduse în italiană de către Bruno Mazzoni două cărți importante ale lui Mircea Cărtărescu, sub titlurile Nostalgia și Quando hai bisogno d’amore. Acestea s-au dovedit a fi un adevărat succes. 
Trilogia Orbitor este probabil cea mai tradusă lucrare a lui Mircea Cărtărescu. Toate cele trei volume au fost traduse în neerlandeză pe rând în 2010 (De Wetenden), 2012 (De trofee) și 2015 (Het onmetelijke mausoleum) de către Jan Willem Bos. Traducerea acestei cărți a fost un mare eveniment, ziarul de referință olandez NRC Handelsblad publicând chiar și o recenzie amplă pentru aceasta. Tot în limba neerlandeză a fost tradusă și cartea Travesti de către Jan Willem Bos, la Editura Meulenhoff din Amsterdam, în 1994. De asemenea, Orbitor a fost tradus în două versiuni: Orbitor, Editura Denoël, Paris, 1999 și Orbitor, Editura Gallimard, 2002 (traducere în limba franceză de Alain Paruit).

## Premii și distincții
Mircea Cărtărescu este laureat al mai multor premii internaționale prestigioase, precum Premiul Thomas Mann, Premiul de Stat al Austriei, Premiul Formentor, Premiul internațional de literatură al orașului Berlin și Premiul orașului Leipzig pentru înțelegere europeană. Acesta a primit următoarele premii:
- 1980: Premiul Uniunii Scriitorilor din România
- 1989: Premiul Academiei Române
- 1990: Premiul Uniunii Scriitorilor din România, Premiul revistei Flacăra, Premiul revistei Ateneu, Premiul revistei Tomis, Premiul revistei Cuvântul
- 1992: Le Rêve nominalizare pentru: Prix Mèdicis, Premiul Uniunii Latine, Le meilleur livre étranger
- 1994: Premiul Uniunii Scriitorilor din România, Premiul ASPRO, Premiul Uniunii Scriitorilor din Republica Moldova
- 1996: Premiul ASPRO, Premiul revistei Flacăra, Premiul revistei Ateneu, Premiul revistei Tomis, Premiul revistei Cuvântul
- 1997: Premiul revistei Flacăra, Premiul revistei Ateneu, Premiul revistei Tomis, Premiul revistei Cuvântul
- 1999: traducerea în limba franceză a romanului Orbitor' nominalizat pentru Premiul Uniunii Latine
- 2000: Premiul Uniunii Scriitorilor din România
- 2002: Premiul ASPRO, Premiul AER
- 2005: Premiul literar "Giuseppe Acerbi", Castel Goffredo, Italia
- 2011: Premiul Internațional pentru Literatură de la Vilenica
- 2012: Premiul Internațional pentru Literatură „Haus der Kulturen der Welt 2012”, Berlin [37]
- 2013: Premiul Spycher - Literaturpreis Leuk în Elveția[38][39]
- 2013: Marele Premiu al Festivalului Internațional de Poezie de la Novi Sad[40]
- 2015: Premiul de stat al Austriei pentru literatură europeană[41]
- 2016: Premiul pentru proză Observator cultural ex-aequo pentru romanele Solenoid și Trilogia Corso  de Daniel Vighi
- 2018: Premiul "Thomas Mann" pentru literatură
- 2018: Premio Formentor de las Letras
- 2022: Premiul FIL de Literatură în Limbi Romanice[42]
- 2024: Premiul Dublin Literary Award pe 2024, pentru romanul Solenoid, tradus în engleză de Sean Cotter.[43]

### Decorații
- Ordinul național „Serviciul Credincios” în grad de Comandor (1 decembrie 2000) „pentru realizări artistice remarcabile și pentru promovarea culturii, de Ziua Națională a României”[44]
- Ordinul Meritul Cultural în grad de Mare Ofițer (2006), acordat de către Președintele României.

### In honorem
- Delia Muntean - Provocări ale postmodernității. Pornind de la Mircea Cărtărescu, editura Princeps Edit, 2010[45]
- Ion Neagos - Mircea Cartarescu. Romanul Initiatic, editura Limes, 2018
- D. Sam Abrams - Intre Beckley si Bucuresti: Sorescu, Nichita, Cartarescu, editura Meronia, 2018
- Vasile Popovici  - Punctul sensibil -  De la Mihai Eminescu la Mircea Cartarescu, editura Cartier, 2021